# Michael Burk
Michael Burk (* 7. September 1924 in Erlangen) ist ein deutscher Schauspieler, Regisseur, Kabarettist und Schriftsteller, der sich besonders mit Romanen einen Namen gemacht hat.

## Leben
Burk studierte in München Bühnenbildnerei. Er war Kabarettist im eigenen Kabarett Die Zwiebel und als solcher später auch in dem Film Wir Wunderkinder zu sehen. 
Der 1975 im Münchener Schneekluth-Verlag erschienene Roman Keine Stunde ist zuviel war Burks erster Bestseller. Zu dieser Zeit war Johannes Mario Simmel mit ähnlichen Stoffen erfolgreich. Neben ähnlichen Titeln (wie etwa Das Spiel gehört zum Leben oder Dann gnade dir Gott) gab Burk seinen Büchern auch ein leicht wiederzuerkennendes, im Stil einheitliches Erscheinungsbild. Simmel klagte erfolglos gegen das seiner Meinung nach seinen Büchern zu ähnliche Erscheinungsbild.
Burk machte auch Regiearbeiten für Film und Fernsehen und hatte eine eigene Sendung im Hörfunkprogramm des Bayerischen Rundfunks.

## Werke
- Im neunten Himmel von Paris. Ein heiterer Roman. Lichtenberg, München 1970
- Das Mittags-Girl. Roman. Juncker, München 1970
- Die Nacht der Stars. Der große Fernseh-Roman. Lichtenberg, München 1972
- Ich bin der Boss, und der Boss irrt nie. Roman. Schneekluth, München 1972
- Das Superding in Caracas. Roman. Schneekluth, München 1973
- Das Tribunal. Roman. Schneekluth, München 1973
- Kann ein Mann noch besser sein? Roman. Lingen, Köln 1973
- Und morgen die ganze Welt. Roman. Lingen, Köln 1974
- Die Partei. Roman. Schneekluth, München 1974
- Bangkok spricht man zärtlich aus. Heiterer Roman. Heyne, München 1974
  - Neufassung als: Nach Bangkok zum Verlieben. Roman. Moewig, Rastatt 1982
- Keine Stunde ist zuviel. Roman. Schneekluth, München 1975
- Träume haben ihren Preis. Roman. Schneekluth, München 1976
- Ein Wunsch bleibt immer. Roman. Schneekluth, München 1977
- Dann gnade dir Gott. Roman. Schneekluth, München 1978
- Das goldene Karussell. Roman. Schneekluth, München 1979
- Nimm wenigstens die Liebe. Roman. Heyne, München 1980
- Die nach den Sternen greifen. Roman. Moewig, Rastatt 1980
- Reise in die Zärtlichkeit. Roman. Moewig, Rastatt 1981
- Eine herrlich gefährliche Frau. Roman. Moewig, Rastatt 1981
- Aller Menschen Sehnsucht. Roman. Moewig, Rastatt 1981
- Bis auf die nackte Haut. Roman. Moewig, Rastatt 1981
- Silbern strahlt der Horizont. Roman. Moewig, Rastatt 1982
- Auf einmal ist Hoffnung. Roman. Schneekluth, München 1983
- Wer weiß schon wer der andere ist. Roman. Schneekluth, München 1984
- Nur das Schöne zählt. Roman. Heyne, München 1984
- Ein Geheimnis braucht der Mensch. Roman. Heyne, München 1985
- Du hast vielleicht nur eine Chance. Roman. Heyne, München 1986
- Alle Rätsel kann man lösen. Roman. Heyne, München 1987
- Das Spiel gehört zum Leben. Roman. Econ, Düsseldorf 1988
- Solange die Menschen noch lieben. Roman. Heyne, München 1989

## Filmografie (Auswahl)
- 1955: Ingrid – Die Geschichte eines Fotomodells
- 1956: Hilfe – sie liebt mich!
- 1959: Ein Mann geht durch die Wand
- 1960: Sooo nicht, meine Herren! (Regie)
- 1963: Wochentags immer (Regie)
- 1973–1975: Mordkommission (Fernsehserie)

## Nachweise
1. ↑  Schneller Höhepunkt. In: Der Spiegel. Nr. 49, 1975 (online – 1. Dezember 1975).
2. ↑  Siehe etwa Werbung: Burk vom Himmel. In: Der Spiegel. Nr. 33, 1976 (online – 9. August 1976).

| Personendaten    | Personendaten            |
| ---------------- | ------------------------ |
| NAME             | Burk, Michael            |
| KURZBESCHREIBUNG | deutscher Schriftsteller |
| GEBURTSDATUM     | 7. September 1924        |
| GEBURTSORT       | Erlangen                 |